# سد واتاری
سد واتاری (به لاتین: Watari Dam) یک سد در نیجریه است که در Bagwai, Kano واقع شده‌است.